# Delle inutili premonizioni - Vol. 2
Delle inutili premonizioni (venti anni di misconosciuto tascabile, vol. 2) è l'ottavo album in studio del cantautore italiano Paolo Benvegnù, pubblicato il 27 maggio 2022. Si compone di 12 cover di vari autori new wave.

## Tracce
1. The Puppet (Echo & The Bunnymen)– 4:27
2. Change (Tears For Fears)– 6:44
3. Atmosphere (Joy Division) – 4:01
4. Do The Strand (Roxy Music) – 4:43
5. To Cut a Lon Story Short (Spandau Ballet) – 5:36
6. Blue Monday (New Order)– 4:40
7. Hold Back The Dream (Jim Carrol Band) – 4:11
8. Royal Sucker (Venus)– 4:31
9. Mexican Radio (Wall Of Voodoo)– 4:48
10. I Spit Roses (Peter Murphy)– 5:32
11. Heaven (The Psychedelic Furs) – 3:57
12. Hotel Plaza (Faust'O) – 5:25